# Енох Джеймс Вест
Енох Джеймс Вест (англ. Enoch James West, 31 березня 1886 — вересень 1965) — англійський футболіст, що грав на позиції нападника за клуби «Ноттінгем Форест» та «Манчестер Юнайтед».
Чемпіон Англії. Володар Суперкубка Англії з футболу. 

## Ігрова кар'єра
Народився 31 березня 1886 року. Вихованець футбольної школи клубу «Шеффілд Юнайтед».
У дорослому футболі дебютував 1905 року виступами за команду «Ноттінгем Форест», в якій провів п'ять сезонів, взявши участь у 168 матчах чемпіонату.  Більшість часу, проведеного у складі «Ноттінгем Форест», був основним гравцем атакувальної ланки команди. У складі «Ноттінгем Форест» був одним з головних бомбардирів команди, маючи середню результативність на рівні 0,55 гола за гру першості. В сезоні 1907/08 з 29-ма забитими голами ставав найкращим бомбардиром англійської першості.
1910 року перейшов до клубу «Манчестер Юнайтед», за який відіграв 5 сезонів. У першому ж сезоні після переходу став у складі МЮ чемпіоном Англії, згодом став володарем Суперкубка країни 1911. Граючи у складі «Манчестер Юнайтед» також здебільшого виходив на поле в основному складі команди і був серед її найкращих голеодорів, відзначаючись забитим голом в середньому майже у кожній другій грі чемпіонату. Завершив професійну кар'єру футболіста виступами за манчестерську команду у 1915 році через початок Першої світової війни.
Помер у вересні 1965 року.

## Титули і досягнення
- Чемпіон Англії (1):

«Манчестер Юнайтед»: 1910/11
- Володар Суперкубка Англії з футболу (1):

«Манчестер Юнайтед»: 1911
- Найкращий бомбардир Футбольної ліги Англії (1): 1907/08 (29 голів)